# Cantó de Le Touvet
El cantó de Le Touvet  és un cantó francès del departament de la Isèra, situat al districte de Grenoble. Té 14 municipis i el cap és Le Touvet.

## Municipis
- Barraux
- La Buissière
- Chapareillan
- Crolles
- La Flachère
- Lumbin
- Saint-Bernard
- Sainte-Marie-d'Alloix
- Sainte-Marie-du-Mont
- Saint-Hilaire
- Saint-Pancrasse
- Saint-Vincent-de-Mercuze
- La Terrasse
- Le Touvet

## Història
| Data d'elecció                           | Identitat            | Partit             | Qualitat |
| ---------------------------------------- | -------------------- | ------------------ | -------- |
| 1945-1982                                | Aimé Paquet          | RI, després UDF-PR |          |
| 1982-1988                                | François Vandeventer | UDF-PR             |          |
| 1988-1994                                | Pierre Gascon        | UDF-PR             |          |
| 1994-                                    | Georges Bescher      | PS                 |          |
| les dades anteriors no són pas conegudes |                      |                    |          |
|                                          |                      |                    |          |

| 1962  | 1968  | 1975   | 1982   | 1990   | 1999   | 2007   |
| ----- | ----- | ------ | ------ | ------ | ------ | ------ |
| 7.830 | 8.701 | 10.034 | 13.149 | 17.893 | 23.291 | 25.794 |